# 圣盎博罗削圣安德肋耶稣教堂
44°24′24.40″N 8°56′0″E / 44.4067778°N 8.93333°E

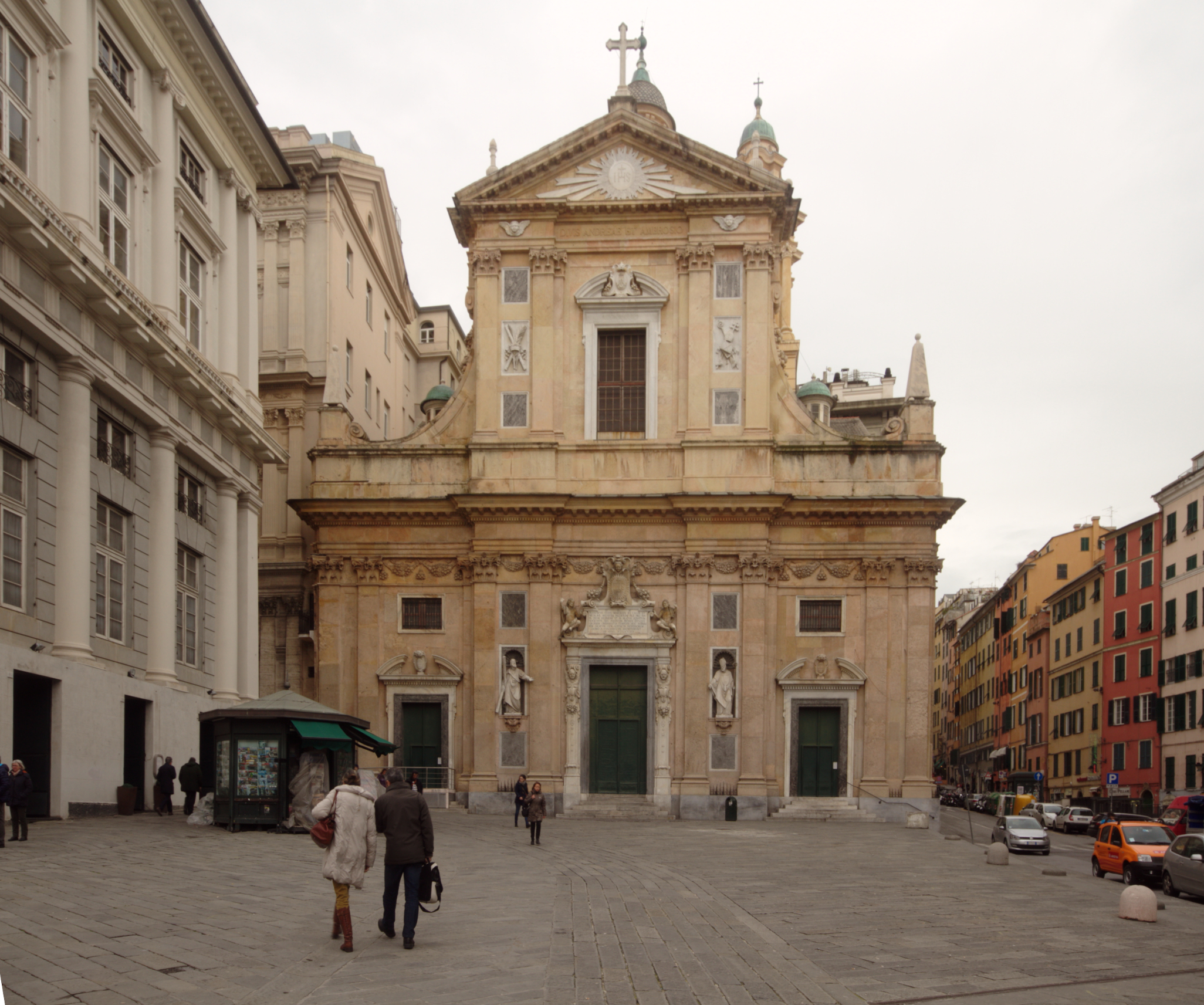

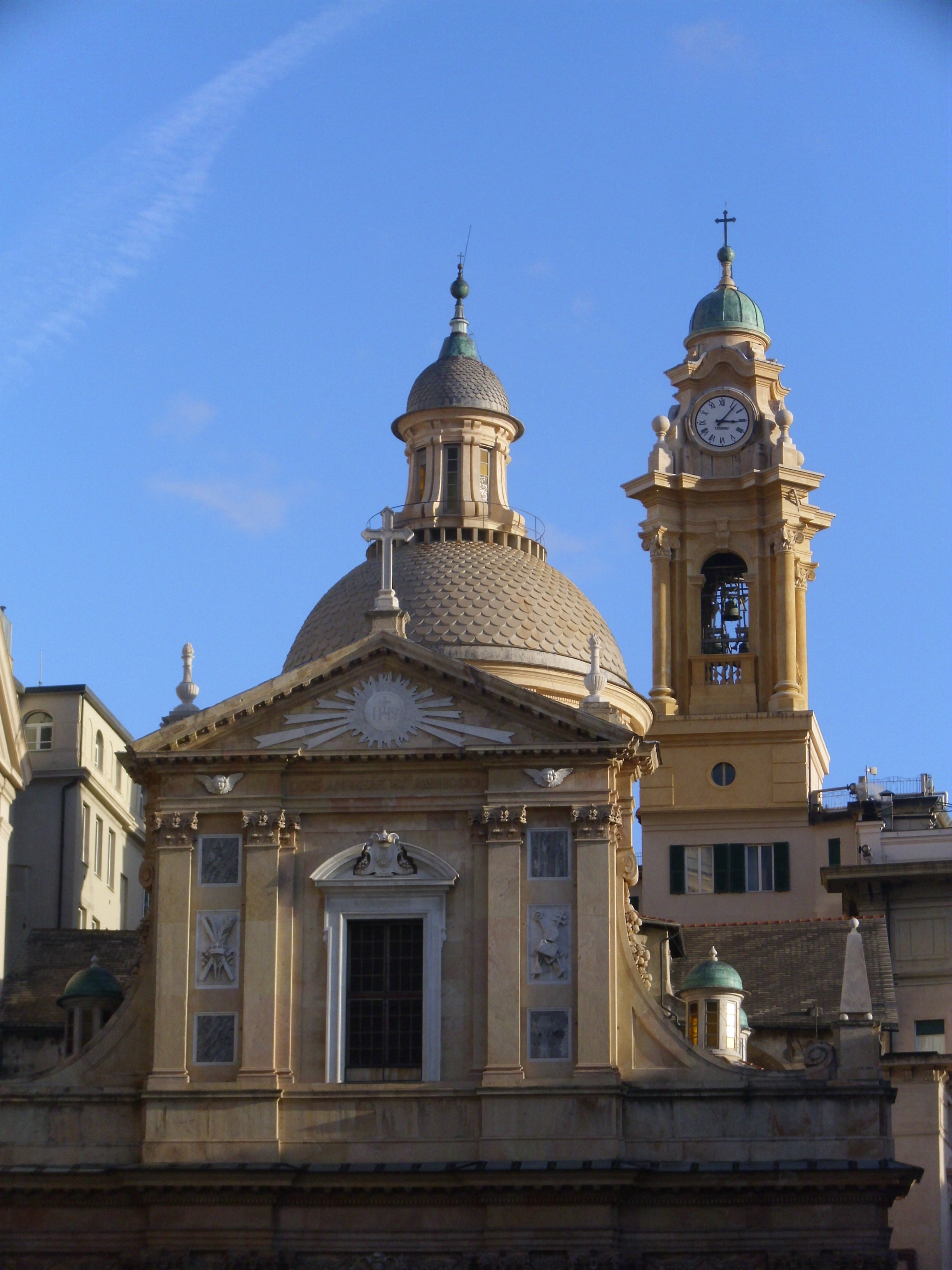
圆顶与钟楼

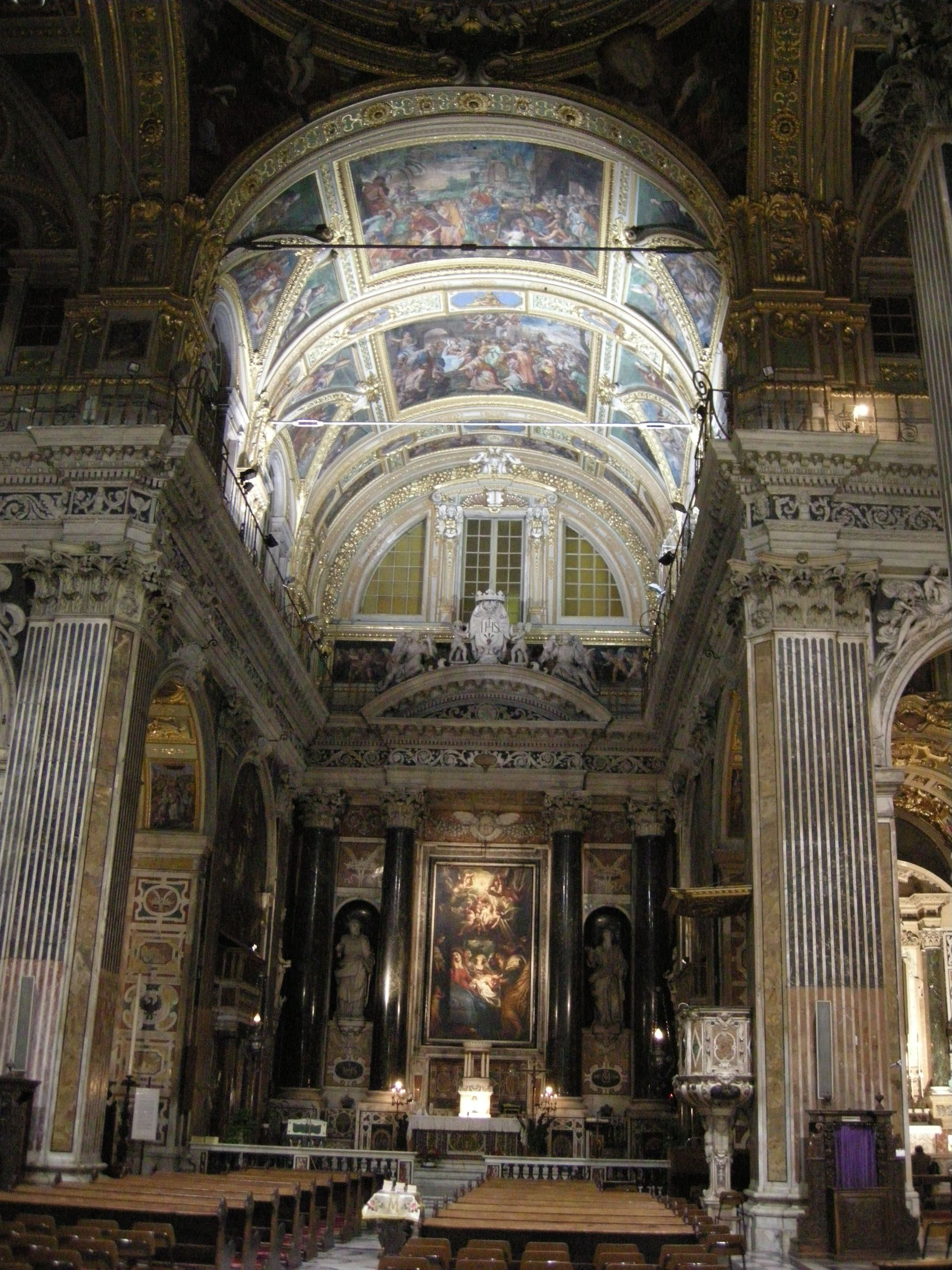
内部

圣盎博罗削圣安德肋耶稣教堂（Chiesa del Gesù e dei Santi Ambrogio e Andrea）是一座罗马天主教教堂，位于意大利热那亚市中心马泰奥蒂广场，毗邻费拉里广场，供奉圣盎博罗削和圣安德肋。
在同一个广场上还有公爵宫和总主教宫（Palazzo arcivescovile）。
该堂历史可追溯到米兰主教圣盎博罗削来此逃避迫害。1552年，耶稣会重建此堂，巴洛克风格。19世纪下半叶重建立面，于1894年完成。
堂内有画家鲁本斯的几件作品，包括正祭台的包皮环切《割礼》（1608）左侧第三小堂的《依纳爵治愈病人》。在右侧第三小堂有圭多·雷尼的《圣母升天》。

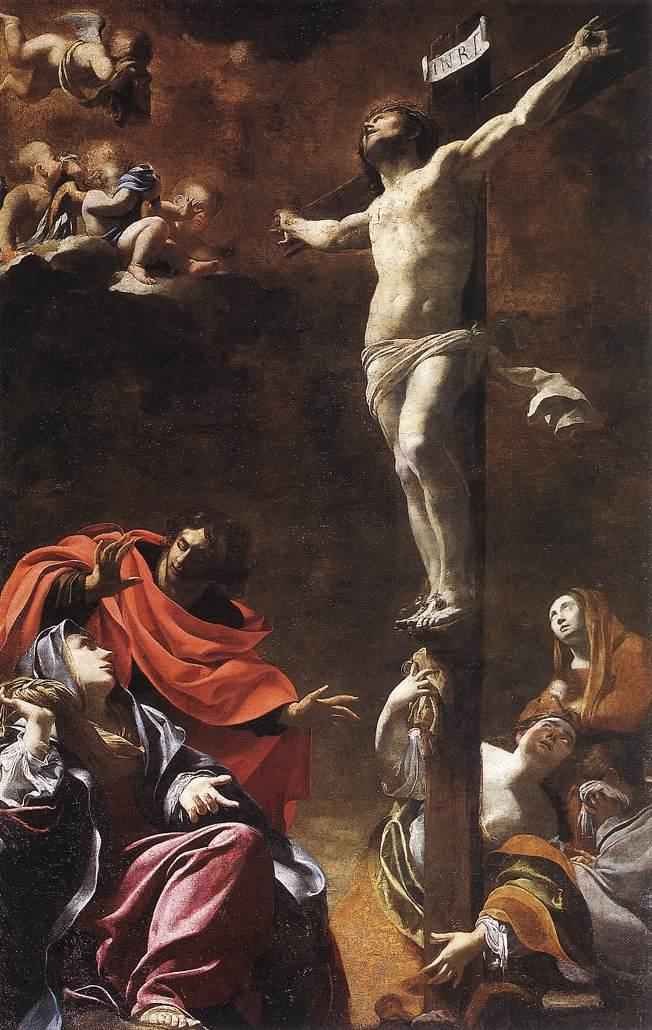
左二
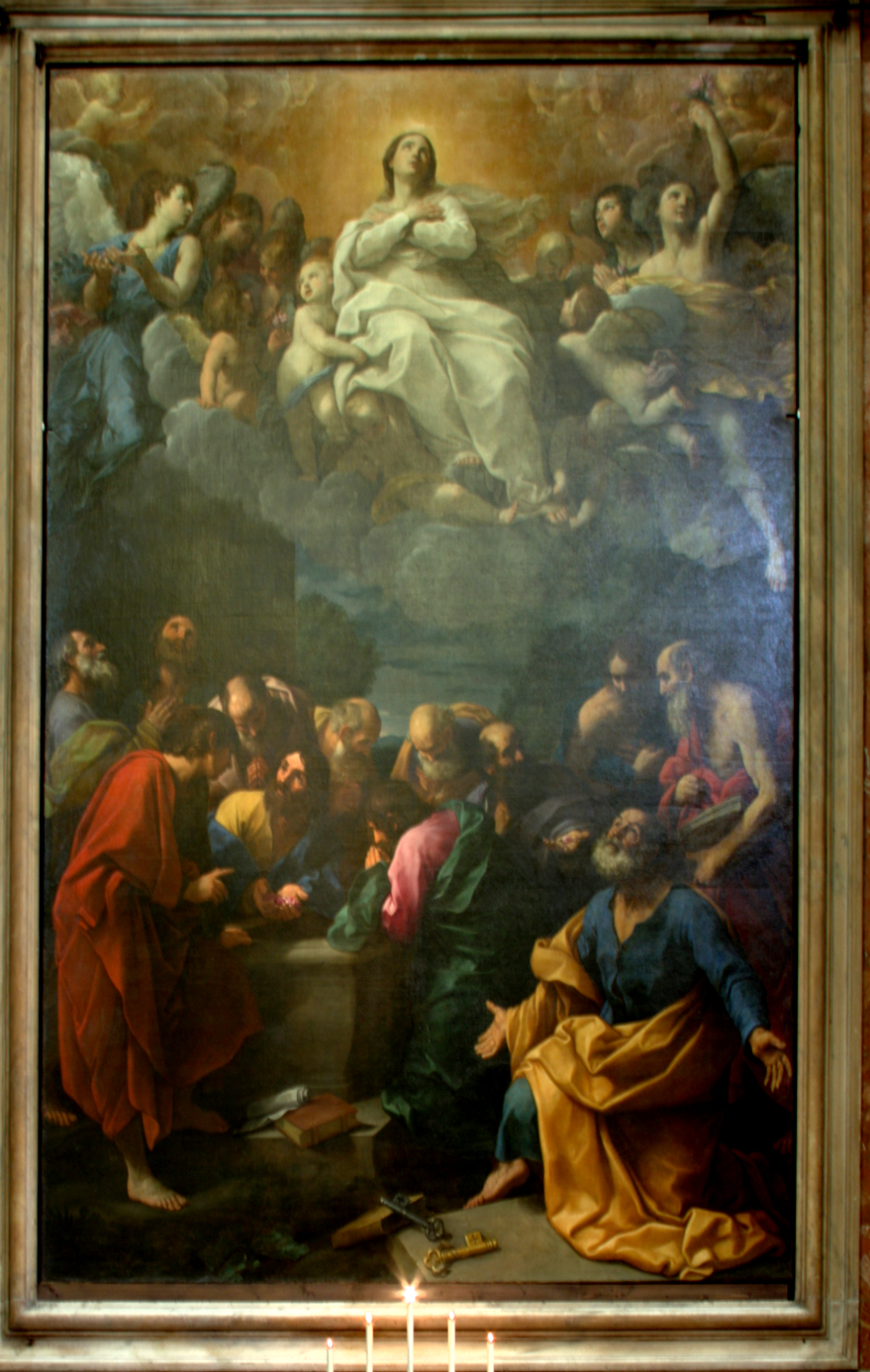
左三
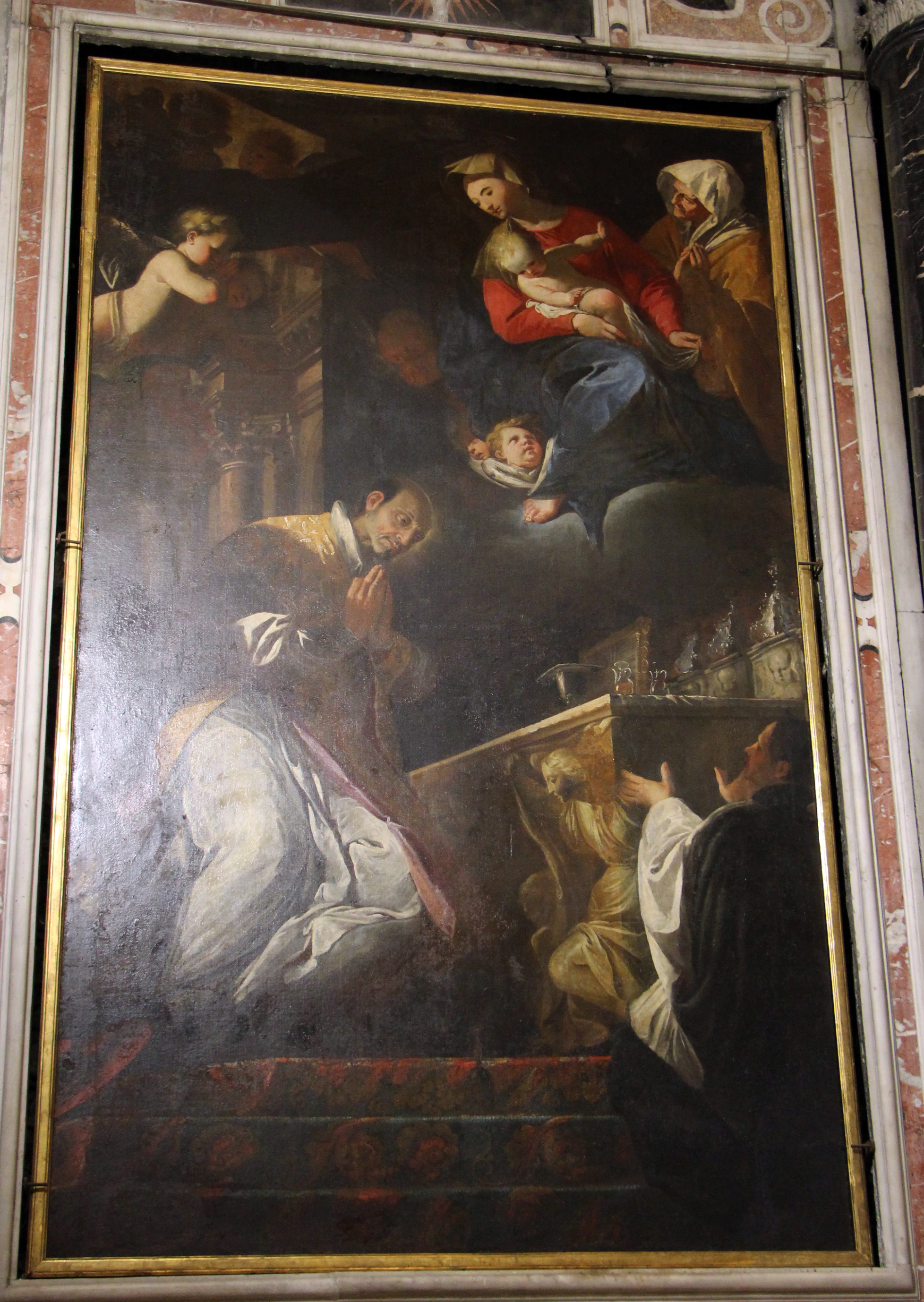
右一
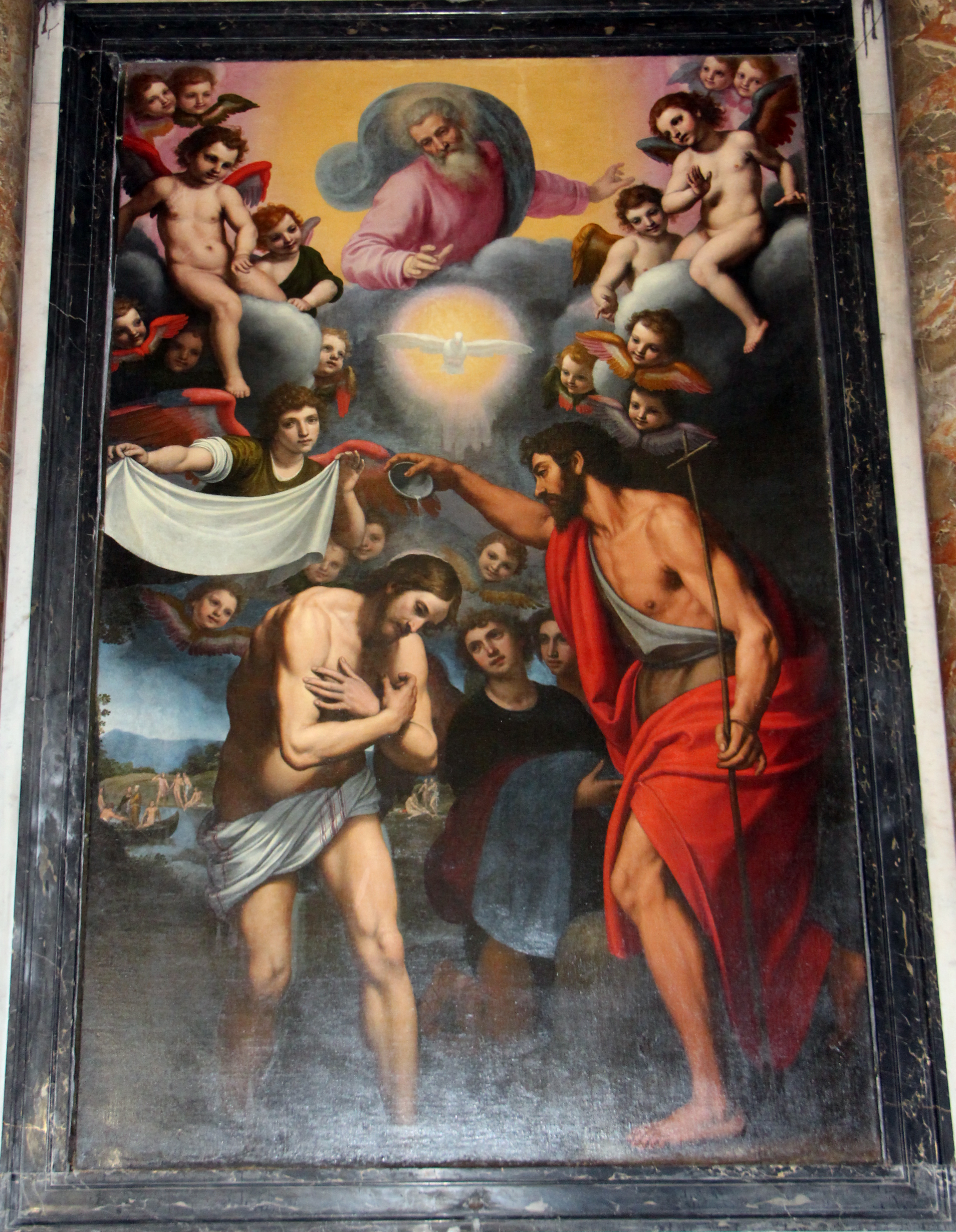
右二
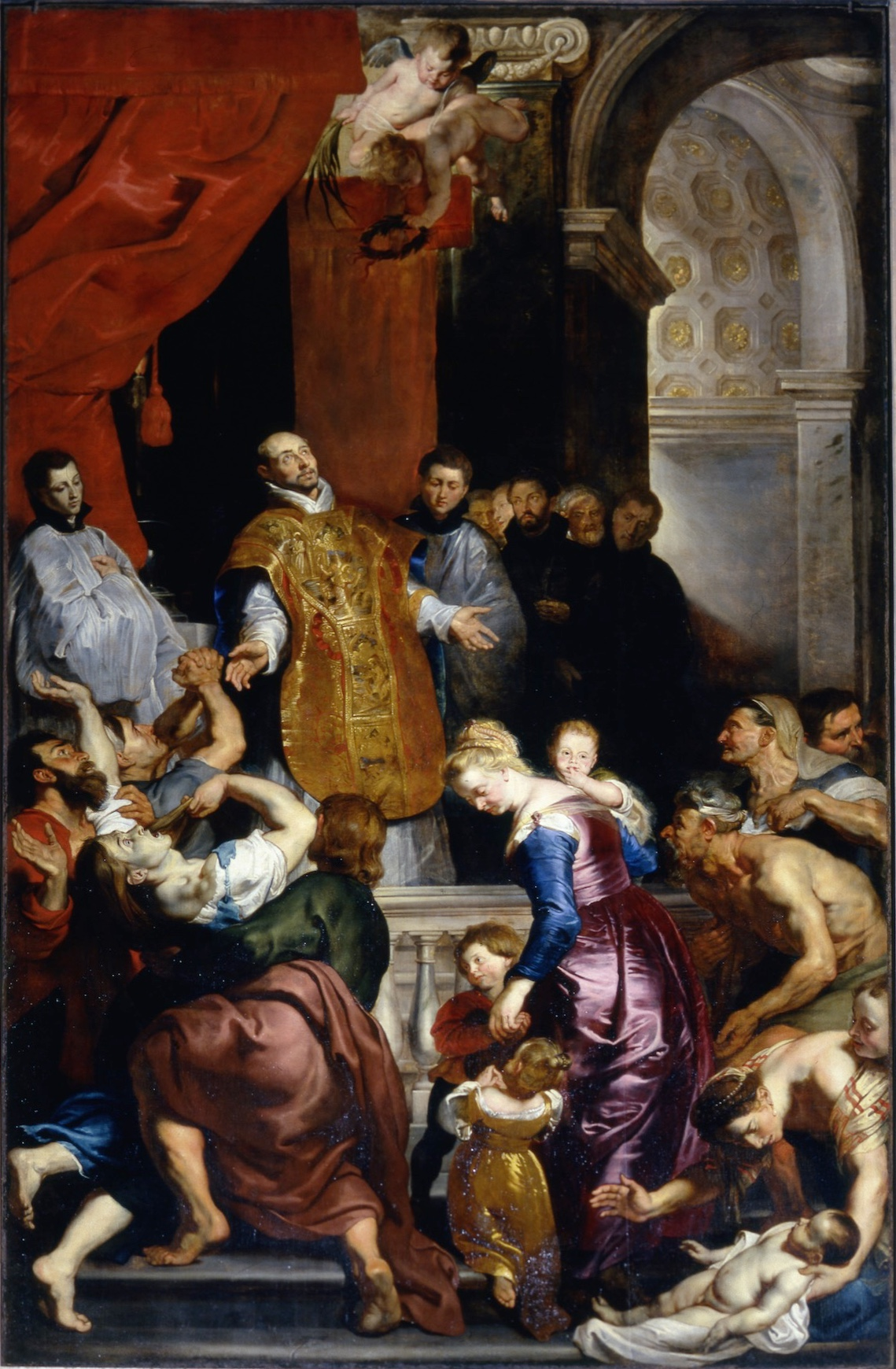
右三
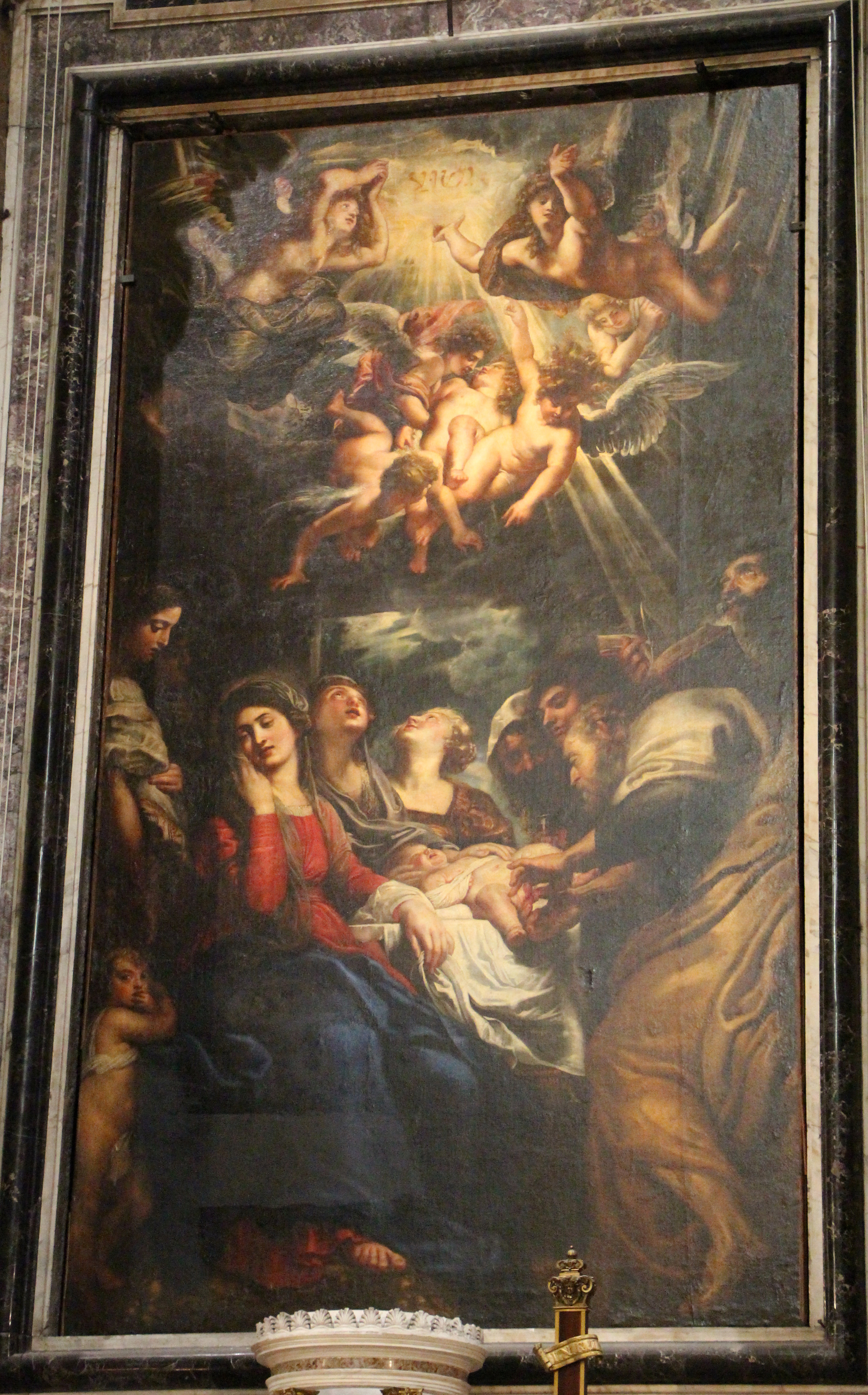
正祭坛